# Championnats des quatre continents de patinage artistique 2025
Navigation
Édition précédente Édition suivante
Les Championnats des quatre continents de patinage artistique 2025 ont lieu du 19 au 23 février 2025 au Mokdong Ice Rink à Séoul en Corée du Sud.

## Qualifications
Les patineurs sont éligibles à l'épreuve s'ils représentent une nation non européenne membre de l'Union internationale de patinage (International Skating Union en anglais) et s'ils ont atteint l'âge de 17 ans avant le 1er juillet 2024 dans leur pays de naissance. La compétition correspondante pour les patineurs européens est le championnat d'Europe 2025. Les fédérations nationales sélectionnent leurs patineurs en fonction de leurs propres critères, mais l'Union internationale de patinage exige un score minimum d'éléments techniques (Technical Elements Score en anglais) lors d'une compétition internationale avant les championnats des Quatre Continents.

### Score minimum d'éléments techniques
L'Union internationale de patinage stipule que les notes minimales doivent être obtenues lors d'une compétition internationale senior reconnue par elle-même au cours de la saison en cours ou précédente, au plus tard 21 jours avant le premier jour d'entraînement officiel.
| Score minimum d'éléments techniques                                                         | Score minimum d'éléments techniques                                 | Score minimum d'éléments techniques |
| Discipline                                                                                  | Score total combiné des éléments (programme court + programme long) |                                     |
| Messieurs                                                                                   | 86.00                                                               |                                     |
| Dames                                                                                       | 75.00                                                               |                                     |
| Couples                                                                                     | 75.00                                                               |                                     |
| Danse sur glace                                                                             | 85.00                                                               |                                     |
| ------------------------------------------------------------------------------------------- | ------------------------------------------------------------------- | ----------------------------------- |
| Les scores des programmes courts et libres peuvent être obtenus à différentes compétitions. |                                                                     |                                     |

### Nombre d'inscriptions par discipline
Chaque nation membre qualifiée peut avoir jusqu'à trois inscriptions par discipline.

## Podiums
| Épreuves                            | Or                          | Argent                                   | Bronze                          |
| ----------------------------------- | --------------------------- | ---------------------------------------- | ------------------------------- |
| Messieurs résultats détaillés       | Mikhail Shaidorov           | Cha Jun-hwan                             | Jimmy Ma                        |
| Dames résultats détaillés           | Chaeyeon Kim                | Bradie Tennell                           | Sarah Everhardt                 |
| Couples résultats détaillés         | Riku Miura / Ryuichi Kihara | Deanna Stellato-Dudek / Maxime Deschamps | Lia Pereira / Trennt Michaud    |
| Danse sur glace résultats détaillés | Piper Gilles / Paul Poirier | Madison Chock / Evan Bates               | Marjorie Lajoie / Zachary Lagha |

## Tableau des médailles
| Rang  | Nation       | Or | Argent | Bronze | Total |
| ----- | ------------ | -- | ------ | ------ | ----- |
| 1     | Canada       | 1  | 1      | 2      | 4     |
| 2     | Corée du Sud | 1  | 1      | 0      | 2     |
| 3     | Japon        | 1  | 0      | 0      | 1     |
| 3     | Kazakhstan   | 1  | 0      | 0      | 1     |
| 5     | États-Unis   | 0  | 2      | 2      | 4     |
| Total | Total        | 4  | 4      | 4      | 12    |

## Détails des compétitions

### Messieurs
| Rang    | Nom               | Pays           | Points | Programme court | Programme court | Programme libre | Programme libre |
| ------- | ----------------- | -------------- | ------ | --------------- | --------------- | --------------- | --------------- |
| 1       | Mikhail Shaidorov | Kazakhstan     | 285.10 | 1               | 94.73           | 1               | 190.37          |
| 2       | Cha Jun-hwan      | Corée du Sud   | 265.02 | 4               | 79.24           | 2               | 185.78          |
| 3       | Jimmy Ma          | États-Unis     | 245.01 | 2               | 82.52           | 3               | 162.49          |
| 4       | Kazuki Tomono     | Japon          | 242.08 | 3               | 79.84           | 4               | 162.24          |
| 5       | Tatsuya Tsuboi    | Japon          | 234.93 | 6               | 78.07           | 5               | 156.86          |
| 6       | Kao Miura         | Japon          | 230.48 | 5               | 78.80           | 7               | 151.68          |
| 7       | Hyungyeom Kim     | Corée du Sud   | 226.12 | 8               | 73.62           | 6               | 152.50          |
| 8       | Camden Pulkinen   | États-Unis     | 217.25 | 16              | 65.79           | 8               | 151.46          |
| 9       | Tomoki Hiwatashi  | États-Unis     | 214.79 | 15              | 65.88           | 9               | 148.91          |
| 10      | Roman Sadovsky    | Canada         | 213.90 | 9               | 72.85           | 11              | 141.05          |
| 11      | Donovan Carrillo  | Mexique        | 208.73 | 13              | 68.50           | 12              | 140.23          |
| 12      | Matthew Newnham   | Canada         | 205.34 | 7               | 73.81           | 14              | 131.53          |
| 13      | Daiwei Dai        | Chine          | 204.88 | 11              | 70.11           | 13              | 134.77          |
| 14      | Yu-Hsiang Li      | Taipei chinois | 204.29 | 17              | 61.87           | 10              | 142.42          |
| 15      | Zhiming Peng      | Chine          | 198.96 | 10              | 70.21           | 15              | 128.75          |
| 16      | Aleksa Rakic      | Canada         | 197.91 | 12              | 69.35           | 16              | 128.56          |
| 17      | Yudong Chen       | Chine          | 183.66 | 14              | 67.45           | 18              | 116.21          |
| 18      | Darian Kaptich    | Australie      | 175.67 | 18              | 56.60           | 17              | 119.07          |
| 19      | Dias Jirenbayev   | Kazakhstan     | 166.34 | 20              | 52.97           | 19              | 113.37          |
| 20      | Douglas Gerber    | Australie      | 160.49 | 21              | 48.90           | 20              | 111.59          |
| 21      | Chiu Hei Cheung   | Hong Kong      | 159.52 | 19              | 54.73           | 22              | 104.79          |
| 22      | Ze Zeng Fang      | Malaisie       | 152.03 | 22              | 46.37           | 21              | 105.66          |
| Forfait | Sihyeong Lee      | Corée du Sud   |        |                 |                 |                 |                 |
| Forfait | Paolo Borromeo    | Philippines    |        |                 |                 |                 |                 |

### Dames
| Rang | Nom                      | Pays           | Points | Programme court | Programme court | Programme libre | Programme libre |
| ---- | ------------------------ | -------------- | ------ | --------------- | --------------- | --------------- | --------------- |
| 1    | Chaeyeon Kim             | Corée du Sud   | 222.38 | 1               | 74.02           | 1               | 148.36          |
| 2    | Bradie Tennell           | États-Unis     | 204.38 | 5               | 66.58           | 2               | 137.80          |
| 3    | Sarah Everhardt          | États-Unis     | 200.03 | 3               | 67.36           | 3               | 132.67          |
| 4    | Alysa Liu                | États-Unis     | 198.55 | 4               | 67.09           | 4               | 131.46          |
| 5    | Wakaba Higuchi           | Japon          | 195.16 | 7               | 65.10           | 5               | 130.06          |
| 6    | Mone Chiba               | Japon          | 195.08 | 2               | 71.20           | 7               | 123.88          |
| 7    | Sofia Samodelkina        | Kazakhstan     | 193.37 | 8               | 63.98           | 6               | 129.39          |
| 8    | Haein Lee                | Corée du Sud   | 183.10 | 10              | 60.77           | 8               | 122.33          |
| 9    | Ahsun Yun                | Corée du Sud   | 182.68 | 6               | 65.57           | 10              | 117.11          |
| 10   | Sara-Maude Dupuis        | Canada         | 178.36 | 9               | 62.35           | 12              | 116.01          |
| 11   | Rino Matsuike            | Japon          | 177.10 | 13              | 55.07           | 9               | 122.03          |
| 12   | Madeline Schizas         | Canada         | 176.47 | 11              | 59.70           | 11              | 116.77          |
| 13   | Xiangyi An               | Chine          | 163.92 | 12              | 57.63           | 13              | 106.29          |
| 14   | Katherine Medland Spence | Canada         | 156.95 | 14              | 53.02           | 14              | 103.93          |
| 15   | Yi Zhu                   | Chine          | 151.93 | 15              | 48.38           | 15              | 103.55          |
| 16   | Tara Prasad              | Inde           | 143.01 | 17              | 47.39           | 16              | 95.62           |
| 17   | Hongyi Chen              | Chine          | 138.70 | 16              | 47.57           | 17              | 91.13           |
| 18   | Gian-Quen Isaacs         | Afrique du Sud | 123.54 | 18              | 44.79           | 18              | 78.75           |
| 19   | Sofia Frank              | Philippines    | 115.39 | 20              | 41.78           | 19              | 73.61           |
| 20   | Sofiya Farafonova        | Kazakhstan     | 104.20 | 19              | 42.02           | 21              | 62.18           |
| 21   | Maria Chernyshova        | Australie      | 102.91 | 21              | 40.59           | 20              | 62.32           |

### Couples
| Rang | Nom                                           | Pays        | Points | Programme court | Programme court | Programme libre | Programme libre |
| ---- | --------------------------------------------- | ----------- | ------ | --------------- | --------------- | --------------- | --------------- |
| 1    | Riku Miura / Ryuichi Kihara                   | Japon       | 217.32 | 1               | 74.73           | 1               | 142.59          |
| 2    | Deanna Stellato-Dudek / Maxime Deschamps      | Canada      | 210.92 | 4               | 69.66           | 2               | 141.26          |
| 3    | Lia Pereira / Trennt Michaud                  | Canada      | 198.40 | 3               | 69.79           | 3               | 128.61          |
| 4    | Ellie Kam / Daniel O'Shea                     | États-Unis  | 196.94 | 2               | 70.32           | 4               | 126.62          |
| 5    | Alisa Efimova/ Misha Mitrofanov               | États-Unis  | 192.07 | 5               | 67.59           | 5               | 124.48          |
| 6    | Anastasia Golubeva / Hektor Giotopoulos Moore | Australie   | 178.76 | 6               | 65.36           | 7               | 113.40          |
| 7    | Yuna Nagaoka / Sumitada Moriguchi             | Japon       | 174.76 | 9               | 57.29           | 6               | 117.47          |
| 8    | Ekaterina Geynish / Dmitrii Chigirev          | Ouzbékistan | 172.44 | 8               | 61.94           | 8               | 110.50          |
| 9    | Kelly Ann Laurin / Loucas Éthier              | Canada      | 170.23 | 7               | 62.90           | 9               | 107.33          |
| 10   | Isabella Gamez / Alexander Korovin            | Philippines | 150.08 | 11              | 50.95           | 10              | 99.13           |
| 11   | Audrey Shin / Balázs Nagy                     | États-Unis  | 128.36 | 10              | 51.70           | 11              | 76.66           |

### Danse sur glace
| Rang | Nom                                      | Pays         | Points | Danse rythmique | Danse rythmique | Danse libre | Danse libre |
| ---- | ---------------------------------------- | ------------ | ------ | --------------- | --------------- | ----------- | ----------- |
| 1    | Piper Gilles / Paul Poirier              | Canada       | 218.46 | 1               | 87.22           | 2           | 131.24      |
| 2    | Madison Chock / Evan Bates               | États-Unis   | 217.93 | 2               | 86.21           | 1           | 131.72      |
| 3    | Marjorie Lajoie / Zachary Lagha          | Canada       | 201.04 | 3               | 82.86           | 3           | 118.18      |
| 4    | Christina Carreira / Anthony Ponomarenko | États-Unis   | 197.08 | 4               | 79.30           | 4           | 117.78      |
| 5    | Emilea Zingas / Vadym Kolesnik           | États-Unis   | 188.55 | 5               | 74.63           | 5           | 113.92      |
| 6    | Hannah Lim / Ye Quan                     | Corée du Sud | 184.02 | 6               | 72.37           | 6           | 111.65      |
| 7    | Holly Harris / Jason Chan                | Australie    | 178.12 | 7               | 69.37           | 7           | 108.75      |
| 8    | Utana Yoshida / Masaya Morita            | Japon        | 166.56 | 8               | 65.00           | 9           | 101.56      |
| 9    | Alicia Fabbri / Paul Ayer                | Canada       | 166.49 | 10              | 60.06           | 8           | 106.43      |
| 10   | Zixi Xiao / Linghao He                   | Chine        | 157.43 | 9               | 62.36           | 12          | 95.07       |
| 11   | Azusa Tanaka / Shingo Nishiyama          | Japon        | 156.39 | 12              | 59.84           | 10          | 96.55       |
| 12   | Junfei Ren / Jianing Xing                | Chine        | 155.25 | 11              | 59.88           | 11          | 95.37       |
| 13   | Gaukhar Nauryzova / Boyisangur Datiev    | Kazakhstan   | 127.57 | 13              | 49.40           | 13          | 78.17       |
| 14   | Harlow Lynella Stanley / Seiji Urano     | Mexique      | 121.95 | 14              | 46.71           | 14          | 75.24       |